# Madhav Prasad Ghimire
Madhav Prasad Ghimire (en nepalí: माधव प्रसाद घिमिरे; Lamjung, 23 de septiembre de 1919-Katmandú, 18 de agosto de 2020) fue un poeta y erudito nepalí. Fue honrado como Rashtra Kavi (Poeta Nacional) por el gobierno de Nepal en 2003. Algunas de sus obras aclamadas incluyen Gauri, Malati Mangale, Shakuntala y Himalwaari Himalpaari.

## Primeros años
Ghimire nació el 23 de septiembre de 1919 en un pueblo llamado Pustun en el distrito de Lamjung en Nepal. Su madre murió cuando él tenía tres años. Ghimire fue criado por su padre, Gauri Shankar Ghimire, y su abuela. Aprendió a leer a la edad de seis años y aprendió el Panchanga, el calendario y almanaque hindú, de un hombre llamado Fulebaba a la edad de ocho o nueve años. Dejó su casa a los once años y fue a la aldea de Duredada a estudiar sánscrito. Posteriormente, emigró a Katmandú para estudiar en sánscrito Pradhan Pathshala y Tindhara sánscrito Pathsala. Luego se fue a la India para continuar sus estudios y estudió en Benarés durante un tiempo.

## Carrera

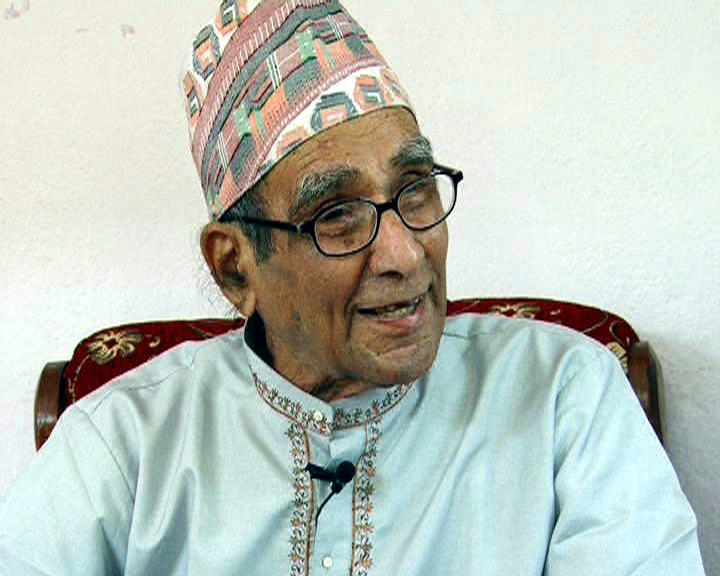
Poeta y erudito nacional Madhav Prasad Ghimire.

Su carrera como escritor se desarrolló en su infancia, que transcurrió en el distrito de Lamjung, en las colinas. Su primer trabajo publicado se tituló Gyanpuspa y se publicó en Gorkhapatra cuando tenía 14 años. A su regreso de Benarés, trabajó como escritor para Bhashanubad Parishad, y luego como coeditor de Gorkhapatra en 1944. Luego se convirtió en el editor principal de Gorkhapatra en 1946. También fue colaborador de las revistas Sharada y Udaya. Se considera que Ghimire se inspiró y motivó en las obras del poeta indio Rabindranath Tagore. 
En 1951, regresó a su pueblo natal y trabajó como maestro durante un breve período. En 1953, se convirtió en miembro de Kavya Pratisthan dirigido por Laxmi Prasad Devkota. Escribió una de sus obras populares Gauri, en 1947, como un lamento por la pérdida de su esposa. Como poeta y erudito aclamado, la Biblioteca del Congreso tiene quince obras de Ghimire.
Algunas de sus obras más conocidas incluyen Gauri (épica), Malati Mangale, Manjari, Indrakumari, Rastra Nirmata, Kinnar-Kinnari (antología lírica), Charu Charcha (colección de ensayos), Aafno Bansuri Aafnai Geet, Himal Pari Himal Wari, Aswathama, Rajheswari y Shakuntala (épico). También fue autor de canciones populares como Gauncha geet Nepali, Nepalí Hami Rahula Kaha, Baisakh, Phool ko thunga bagera garyo y Aajai rati dekhe sapana.
El estilo poético de Ghimre se basó en la poesía channda, una estilización que combinaba el ritmo con una métrica fija. Fue considerado un clasicista tanto de la escuela de pensamiento sánscrita como de la escuela de pensamiento romántico, con temas que iban desde el patriotismo hasta la belleza de la naturaleza. Inspirado por su infancia en las colinas y las montañas, particularmente los Himalayas, juegan un papel destacado en sus poemas. También fue un seguidor contemporáneo del poeta nepalí Laxmi Prasad Devkota.
Entre 1979 y 1988, Ghimire fue vicecanciller de la Real Academia de Nepal y fue canciller de la misma academia de 1988 a 1990.

## Vida personal
El centenario de Ghimire se celebró en todo Nepal con varios programas el 23 de septiembre de 2019.
Estaba trabajando en otra de sus epopeyas, Ritambhara, cuando falleció.
Murió el 18 de agosto de 2020 a los 100 años, en su residencia de Katmandú, debido a problemas respiratorios. Anteriormente había sido admitido en el Hospital Medanta en Gudgaun, Haryana, India, bajo la remisión del Hospital Grande International de Nepal, debido a sus complicaciones de salud. Se anunció que su cuerpo sería incinerado con honores militares. Ghimire también fue coronel honorario del ejército nepalí.

## Premios y honores
Algunos de los premios y honores de Ghimire incluyen:
- Medalla de la Academia Distinguida
- Shree Prasiddha Praval Gorkha Dakshinabahu
- Premio Bhanubhakta
- Tribhuwan Pragya Puraskar
- Padmashree Sadhana Samman Puraskar
- Premio Sajha